# Riksdagsvalget i Sverige 1956
Riksdagsvalget i Sverige 1956 var valget til den Sveriges Rigsdags Andra kammaren, valget blev afholdt den 16. september 1956.

## Valgresultat
| Parti                 | Parti                            | Partiledere           | Stemmer            | Stemmer | Stemmer | Mandatfordeling | Mandatfordeling |
| Parti                 | Parti                            | Partiledere           | Antal              | %       | +− %    | Antal           | +−              |
| --------------------- | -------------------------------- | --------------------- | ------------------ | ------- | ------- | --------------- | --------------- |
|                       | Socialdemokraterna               | Tage Erlander         | 1 729 463          | 44,58   | −1,47   | 106             | −4              |
|                       | Folkpartiet                      | Bertil Ohlin          | 923 564            | 23,81   | −0,63   | 58              | +/−0            |
|                       | Högerpartiet                     | Jarl Hjalmarson       | 663 693            | 17,11   | +2,74   | 42              | +11             |
|                       | Landsbygdspartiet Bondeförbundet | Gunnar Hedlund        | 366 612            | 9,45    | −1,29   | 19              | −7              |
|                       | Sveriges kommunistiska parti     | Hilding Hagberg       | 194 016            | 5,00    | +0,66   | 6               | +1              |
|                       | Vänstersocialistiska partiet     | Albin Ström           | 1 252              | 0,03    | -0,03   | —               | —               |
|                       | Samlingspartiet                  | ?                     | 635                | 0,02    | —       | —               | —               |
|                       | Øvrige partier                   | —                     | 95                 | 0       | —       | —               | —               |
| Antal gyldige stemmer | Antal gyldige stemmer            | Antal gyldige stemmer | 3 879 330          | 100,00  |         | 231             | +1              |
| Ugyldige stemmer      | Ugyldige stemmer                 | Ugyldige stemmer      | ?                  |         |         |                 |                 |
| Totalt                | Totalt                           | Totalt                | 3 902 114 (79,8 %) |         |         |                 |                 |

- Samtlige af Samlingspartiets stemmer blev afgivet i Malmöhus läns valgkreds.

Kilde: SCB: Riksdagsmannavalen 1953-1954